# Stephen Dedalus
Stephen Dedalus is een van de hoofdpersonen in Ulysses, een roman van James Joyce. Hij figureert eerder in Joyce' gedeeltelijk autobiografische A Portrait of the Artist as a Young Man. 